# Aqsu (Buchtarma)
Der Aqsu (kasachisch Ақсу; russisch Белая Belaja – „Weißer Fluss“) ist ein rechter Nebenfluss der Buchtarma in Ostkasachstan im zentralen Altai.

## Flusslauf
Der Aqsu entspringt am Südhang des Qysylqaraghai (russ. Listwjaga). Er fließt im Ober- und Mittellauf in überwiegend westlicher Richtung durch das Bergland. Im Unterlauf wendet er sich nach Südwesten und durchfließt die gleichnamige Siedlung Aqsu (bis 2009 Белое Beloje). Danach fließt er noch 15 km bis zu seiner Mündung in die Buchtarma. Der Aqsu hat eine Länge von 71 km. Er entwässert ein Areal von 1130 km². Der mittlere Abfluss beträgt 16,77 m³/s. Der Fluss wird hauptsächlich von der Schneeschmelze gespeist. Der mittlere Abfluss in den abflussstärksten Monaten Mai und Juni beträgt 42,68 m³/s bzw. 42,68 m³/s.